# Wawu nigrimanus
Wawu nigrimanus är en tvåvingeart som först beskrevs av Malloch 1929.  Wawu nigrimanus ingår i släktet Wawu och familjen lövflugor. Inga underarter finns listade i Catalogue of Life.